# Абрамов, Борис Петрович
Борис Петрович Абрамов (15 сентября 1926 года, Урень, Нижегородская губерния — 7 сентября 1973 года, там же) — работник советского сельского хозяйства, председатель колхоза «Трактор» Уренского района Горьковской (ныне Нижегородской) области. Герой Социалистического Труда (1966). Заслуженный агроном РСФСР.

## Биография
Родился 15 сентября 1926 года в семье служащих в рабочем посёлке Урень (ныне город — районный центр). Окончив курсы трактористов, начал в 1946 трудовую деятельность на Уренской МТС. Окончил Горьковский строительный техникум (1946) и Горьковский сельскохозяйственный институт (1950), в котором проходил последующую аспирантуру. В 1950 году был назначен главным агрономом в колхозе «Трактор» Уренского района. В 1961 году был избран председателем колхоза «Трактор». Руководимый Борисом Абрамовым колхоз неоднократно перевыполнял план по заготовке сельскохозяйственной продукции. За выдающиеся достижения, достигнутые в увеличении производства и заготовке зерновых и кормовых культур был удостоен в 1966 году звания Героя Социалистического Труда.
Участвовал во Всесоюзной выставке ВДНХ, где получил одну серебряную и три бронзовых награды. В 1967 году избирался 1-м секретарём Уренского райкома КПСС.
Скончался 7 сентября 1973 года и был похоронен на городском кладбище в городе Урень Нижегородской области.

## Награды
- Заслуженный агроном РСФСР (1965)
- Герой Социалистического Труда — указом Президиума Верховного Совета от 26 июня 1966 года
- Орден Ленина (1966)
- Орден Трудового Красного Знамени
- Орден Знак Почёта